# Besleria crassa
Besleria crassa är en tvåhjärtbladig växtart som beskrevs av Conrad Vernon Morton. Besleria crassa ingår i släktet Besleria och familjen Gesneriaceae. Inga underarter finns listade i Catalogue of Life.